# 安迪·加西亞
安德列斯·阿圖羅·加西亞·梅內德斯（西班牙語：Andrés Arturo García Menéndez，1956年4月12日—），暱稱安迪·加西亞（Andy Garcia），是美國的一位演員和導演。他是古巴裔美國人，出生在哈瓦那，孩童時期就與父母搬至美國邁阿密定居。
80、90年代初期多演出黑色動作電影，他曾憑藉在《教父3》中飾演文森特·曼奇尼（Vincent Mancini）角色而獲得奧斯卡最佳男配角獎提名。
電影代表作包括《教父》系列、《瞞天過海》系列、《媽媽咪呀！回來了》等作。